# Готская война (457—458)
Готская война (457—458) — военный конфликт между вестготами Теодориха II и Западной Римской империей. 

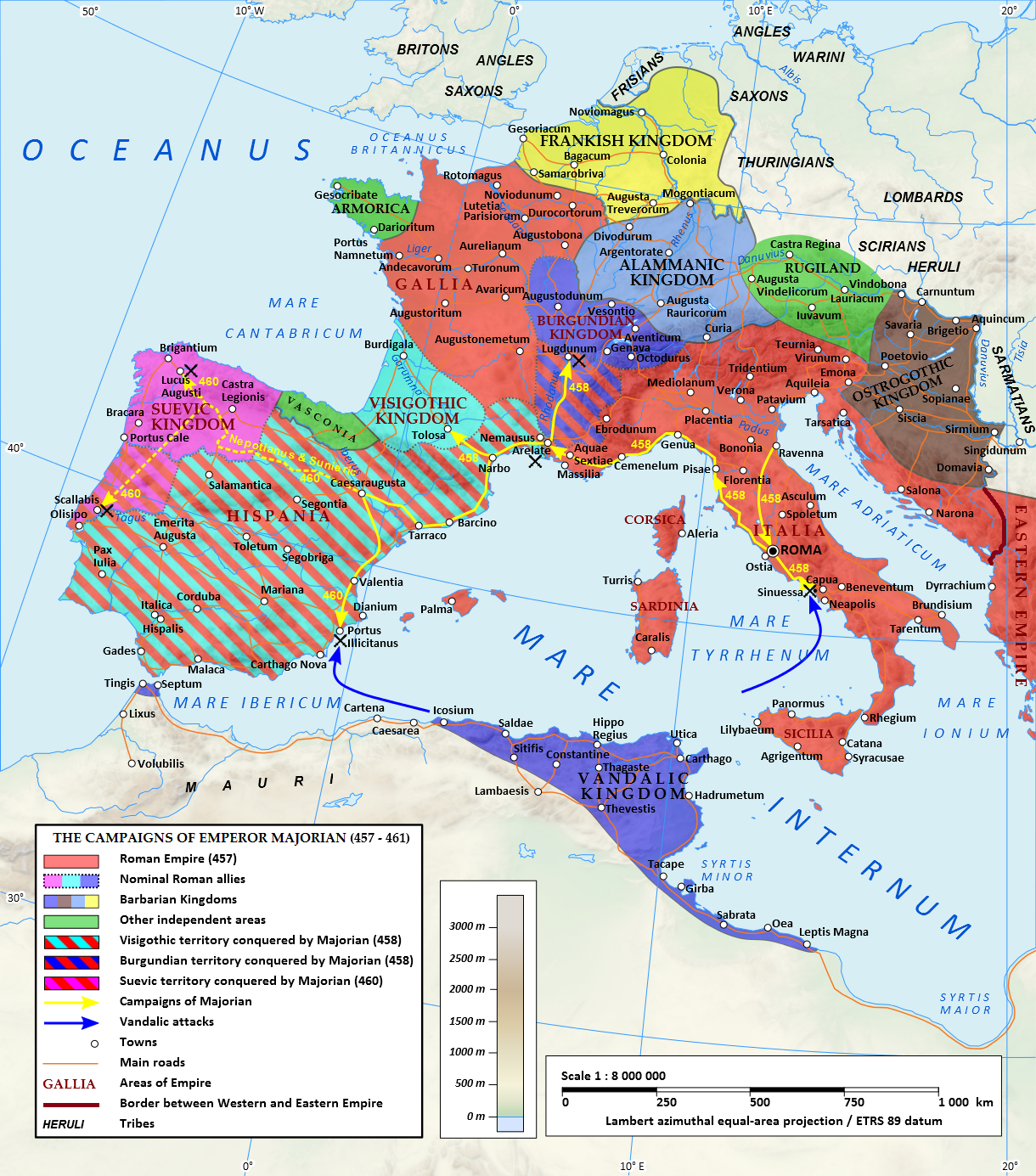
Войны Западной Римской империи с 457 по 461 гг.

Наиболее важными источниками об этой войне являются труды галло-римского писателя Сидония Аполлинария, епископа Идация и «История франков» Григория Турского.

## Причины войны
В октябре 456 года восставшими военачальниками Рицимером и Майорианом был свергнут, а затем убит император Западной Римской империи Авит. Римская аристократия Галлии была недовольна этим переворотом и обратилась за помощью к бургундским и вестготским союзникам. Вестготский король Теодорих II вместе с бургундским королем Гундиохом в это время вёл борьбу против свевов в Испании. Получив известие о низложении императора и восстании в Галлии, Теодорих и Гундиох вернулись в Галлию.
Император Восточной Римской империи Лев I, временный император Запада, первоначально не желавший сотрудничать с мятежными военачальниками, всё же был вынужден назначить Рицимера главнокомандующим (patricius e magister militum) с титулом патриция, а Майориана — magister militum, сделав Майориана подчиненным Рицимера. Майориан, не довольный распределением «ролей», при поддержке сената заставил Льва 1 апреля 457 года назначить его цезарем. Когда Лев не решился признать его, 28 декабря 457 года Майориан провозгласил себя императором Запада при поддержке сената и армии.
Галльская аристократия посчитала возвышение сенатом Майориана до титула императора узурпацией и выдвинула своего кандидата Марцеллина в качестве преемника Авита. Чтобы укрепиться против римской власти в Италии, они стали искать поддержки у бургундов и вестготов. Делегация, представлявшая несколько городов и сенаторов от Галлии, обратилась к Гундиоху, а также отправила посланника к императору Льву. В обмен на большую территорию поселения бургундский король поддержал галло-римлян и отправил в города ополчение.

## Ход войны
Пока римляне спорили между собой, Теодорих решил воспользоваться ситуацией. В течение 457 года он разорвал договор с римлянами и также восстал. В Аквитании Теодорих перетянул на себя всю власть и приказал своему брату Фредерику завоевать соседний регион Септиманию. Его успеху сопутствовало вторжение в северную Италию алеманнов и южных вандалов, что заставило Рицимера и Майориана сосредоточиться на борьбе с ними.
Фридрих завоевал Септиманию, а Теодорих благодаря предательству военачальника Агриппина захватил без боя Нарбонну, что дало вестготам доступ к Средиземному морю. После завоевания Септимании вестготы столкнулись с галльской полевой армией во главе с Эгидием. Майориан назначил его magister militum per Gallias, заменив Агриппина, и отдал приказ навести порядок в Галлии. В Арле вестготы столкнулись с римлянами, и Эгидий был разбит, после чего отступил с юга.
Майориан, разбив летом 457 года вторгнувшихся в Италию алеманнов у озера Маджоре и вандалов при Синуэссе, смог сосредоточиться на восстановлении власти в Галлии. Он массово набирал варваров (гуннов Тулдилы, ругов, гепидов, герулов и готов из Норика и Паннонии), чтобы укрепить армию, и согласился официально признать территории, которые они контролировали, и доходы, которые они получали, в обмен на их военные услуги. Он также смог отозвать часть оставшихся паннонских пограничников. Майориан также получил поддержку из Далмации от Марцеллина. Собрав силы численностью до 10 000 человек, Майориан двинулся через Альпы в сторону Галлии. Здесь к нему присоединилась армия Эгидия, которая к тому времени усилилась франкскими вспомогательными войсками, и объединённая армия стала насчитывать 20 000 человек и была значительно сильнее войск Теодориха.
С большей частью своей армии, пополненной верными федератами и сопровождаемой своими генералами Эгидием и Непоцианом, Майориан выступил в 458 году против галльских повстанцев, объединившихся с бургундами Гундиоха. Римляне вошли в долину Родануса (Роны) и разгромили бургундов еще до того, как те успели отступить в Лугдунум. Затем настала очередь мятежных галльских городов на юге, которые один за другим сдались Майориану.
После этого римляне выступили против вестготов Теодориха, который стоял со своей армией около Арля, в устье Роны. В разыгравшейся битве готы потерпели сокрушительное поражение и бежали в сторону Тулузы. Сам Теодорих едва избежал смерти. Подошедшая римская армия окружила Тулузу и после непродолжительной осады заставила Теодориха сдаться. По результатам заключённого мира вестготы покинули свои поселения в Испании и Галлии и вернулись в пределы своей области в Аквитании.